# Lasice
Lasice su sisavci koji pripadaju rodu Mustela svrstanog u potporodici Mustelinae, koji je smješten u porodici Mustelidae.
Duljina tijela pripadnika ovog roda iznosi od petnaest do dvadeset i pet centimetara, te u pravilu imaju svjetliji gornji dio krzna, bijeli trbuh i crno obojeno krzno na vrhu repa; u mnogih vrsta, populacije koje prebivaju na višim nadmorskim visinama zimi se linjaju, nakon čega ostaju prekrivene bijelim krznom s crvenim vrškom repa. Imaju duguljasta, vitka tijela, koja im omogućuju praćenje plijena u jazbinama. Lasice su lukave i proždrljive, što je karakteristična osobina malih zvijeri. Njihovi repovi mogu biti dugački od 22-23 centimetara, što je zapravo jednako duljini ostatka njihovog tijela, koje koriste u obrani plijena od protivnika i utvrđivanja teritorija. Prosječna lasica teži otprilike 198 grama.
Lasice se hrane manjim sisavcima, a nekada su smatrane štetočinama jer su neke vrste napadale perad s farma, ili zečeve iz komercijalnih uzgajivača. Zabilježene su neke vrste lasica i tvorova tijekom izvođenja stanovitog lasičjeg ratničkog plesa, nakon borbe s drugim životinjama, ili nakon krađe plijena od druge životinje. Ovaj je ples posebice vezan uz hermelina.
Lasice su rasprostranjene diljem svijeta izuzev Antarktike, Australije i susjednih otoka.

## Drugi projekti
|  | Zajednički poslužitelj ima stranicu o temi Mustela |
|  | Wikivrste imaju podatke o taksonu lasicama         |